# Église Saint-Martin de Lamballe
L'église Saint-Martin est un lieu de culte située à Lamballe, en France. Ancien prieuré dépendant de l'abbaye de Marmoutiers, elle est à l'origine du bourg qui l'entoure. Sa construction débute au XIe siècle et se poursuit jusqu'au XVIIIe siècle. Elle comporte des statues classées et d'intéressantes peintures murales datant du Moyen Âge.

## Localisation
L'église est située dans le département français des Côtes-d'Armor, sur la commune de Lamballe.

## Historique
Le prieuré Saint-Martin fut fondé par le comte Geffroy Boterel en faveur de l'abbaye de Marmoutiers en 1084, (probablement lors d'une visite de l'abbé Bernard de Saint-Venant, abbé de Marmoutiers,). Cette fondation s'accompagne de la donation de terres et de droits sur les forêts environnant Lamballe. Par cette pratique, courante au début du Moyen Âge, les seigneurs espéraient que la fondation d'un prieuré soit à l'origine du développement d'un bourg. Ce qui advint, Saint-Martin fut érigé en paroisse au XIIIe siècle et le prieuré devint alors prieuré-cure, il le restera jusqu'à la révolution.
L'édifice est classé au titre des monuments historiques en 1907.

## Architecture

### Intérieur
La nef centrale est principalement romane et daterait de la fin du XIe siècle ou du XIIe siècle. Elle communique : 
- avec le bas-côté sud par quatre arcades plein-cintre (style roman) et une arcade en arc brisé (style gothique) ;
- avec le bas-côté nord, par deux arcades plein-cintre et une en arc brisé.

La partie supérieure de la nef est percée de petites fenêtres aveugles, témoignant de l'ancienne couverture à quatre pans, les bas-côtés étaient alors couverts de toitures indépendantes et les fenêtres, maintenant obturées, éclairaient la nef.   
Un arc diaphragme sépare la nef du transept. Le chœur et le transept datent du XVIe siècle et du XVIIIe siècle. 
Le chœur et les parties attenantes auraient été remaniés au XIIIe siècle puis au  XVIe siècle. 
La porte sud, également en plein-cintre, daterait, comme la nef de la fin du XIe siècle ou du XIIe siècle. 
L'ensemble de l'édifice a subi des modifications aux XVIe siècle et XVIIIe siècle (reconstruction du chœur et du transept, construction de la tour renaissance) et a été totalement restauré en 1835.

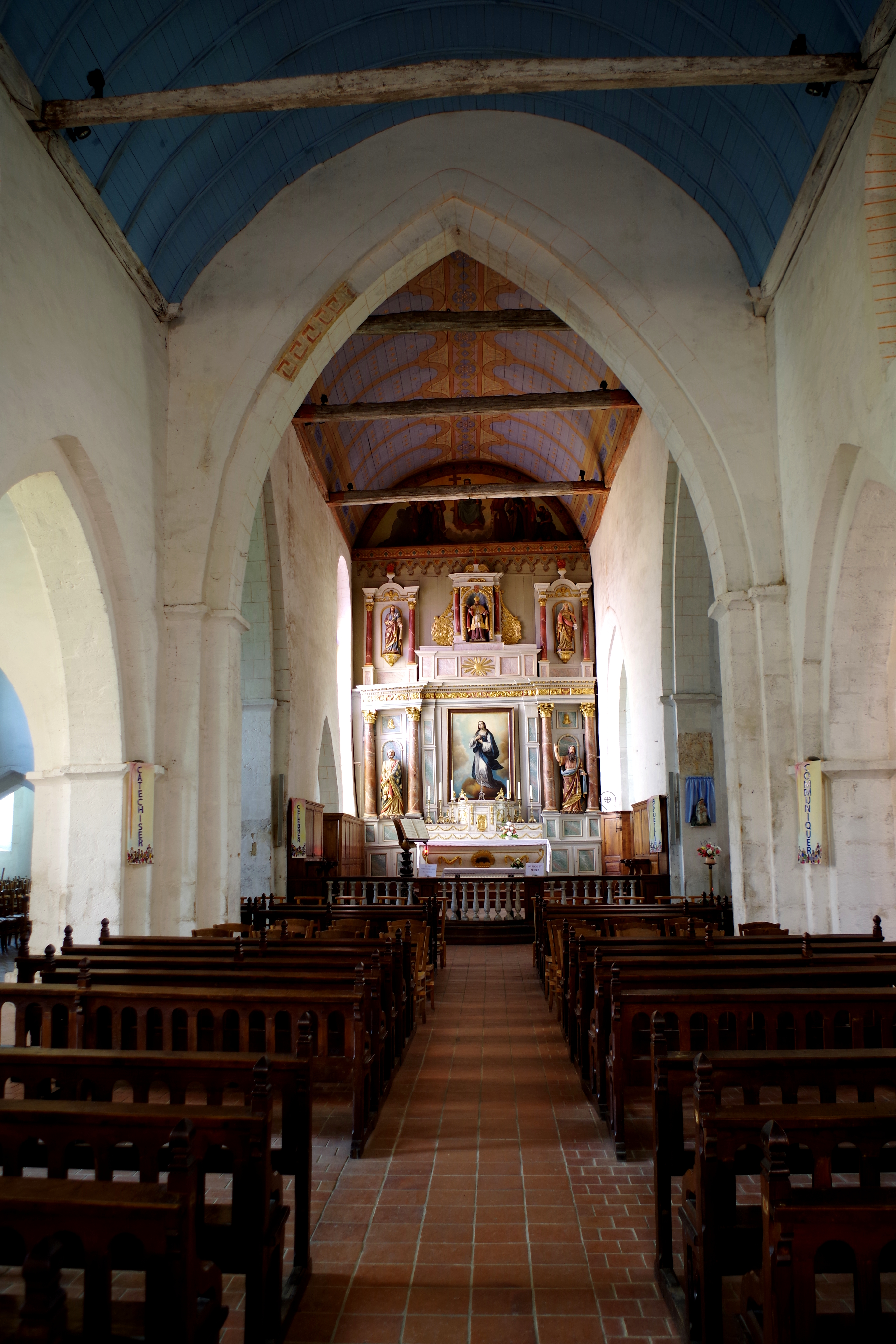
Intérieur.
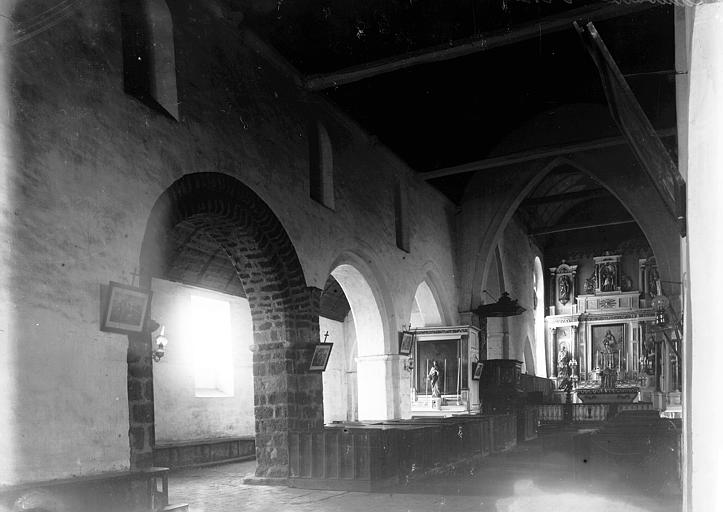
Nef.

### Extérieur
Un porche (XVIe siècle) protège l'entrée sud de l'église, il est recouvert d'une charpente sur laquelle on peut lire "L'AN MIL CINQ CENT DIX NEUF JEAN LESNE ME FIT TOUT NEUF", des sculptures ornent les pièces de charpente à l'entrée du porche. Il abrite une porte romane de plein cintre à chapiteaux sculptés. 
L'église est flanquée d'un clocher de style renaissance sur lequel figure l'inscription : "Thomas Cornillet trésorier 1555".

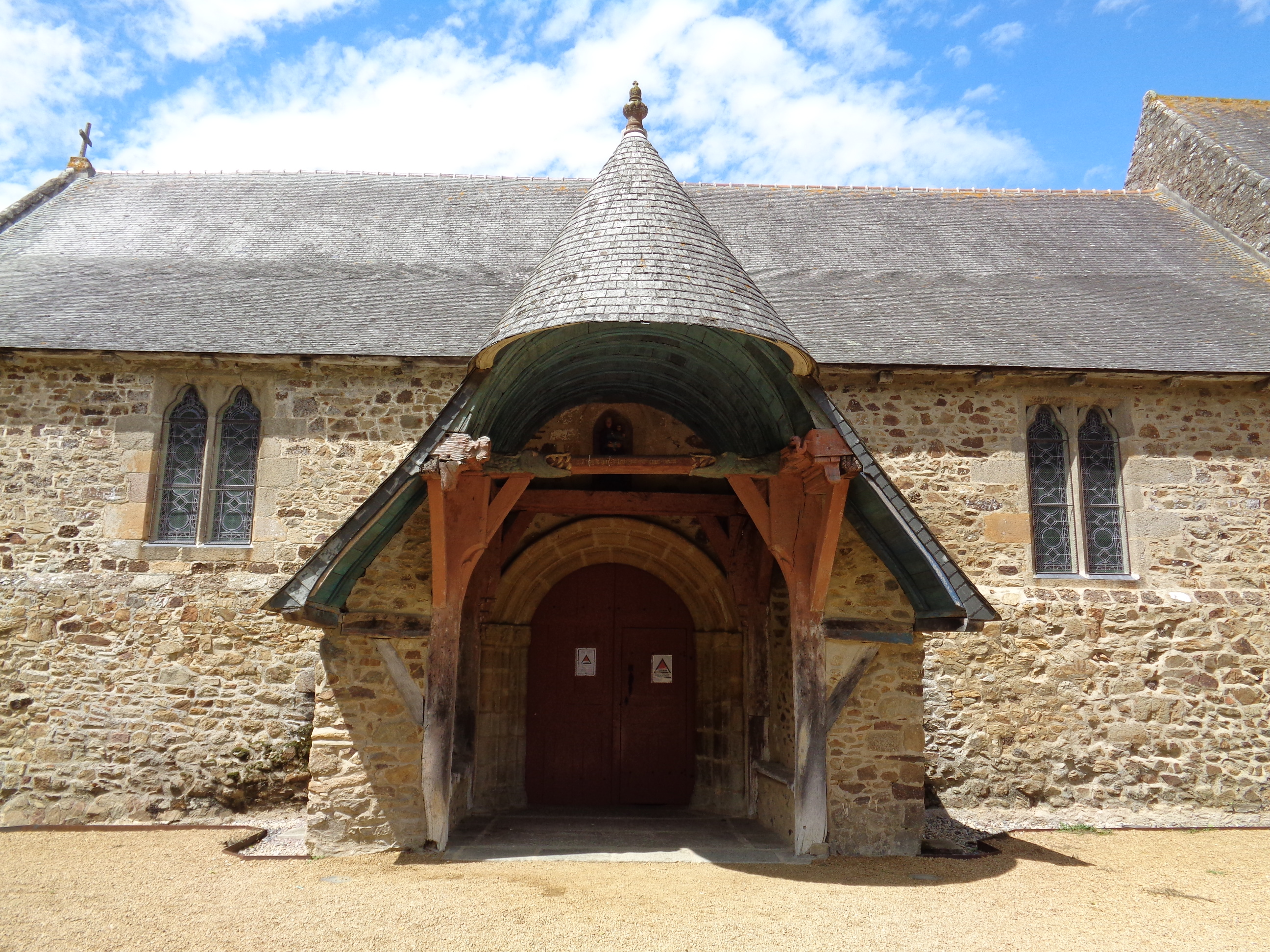
Porche sud.
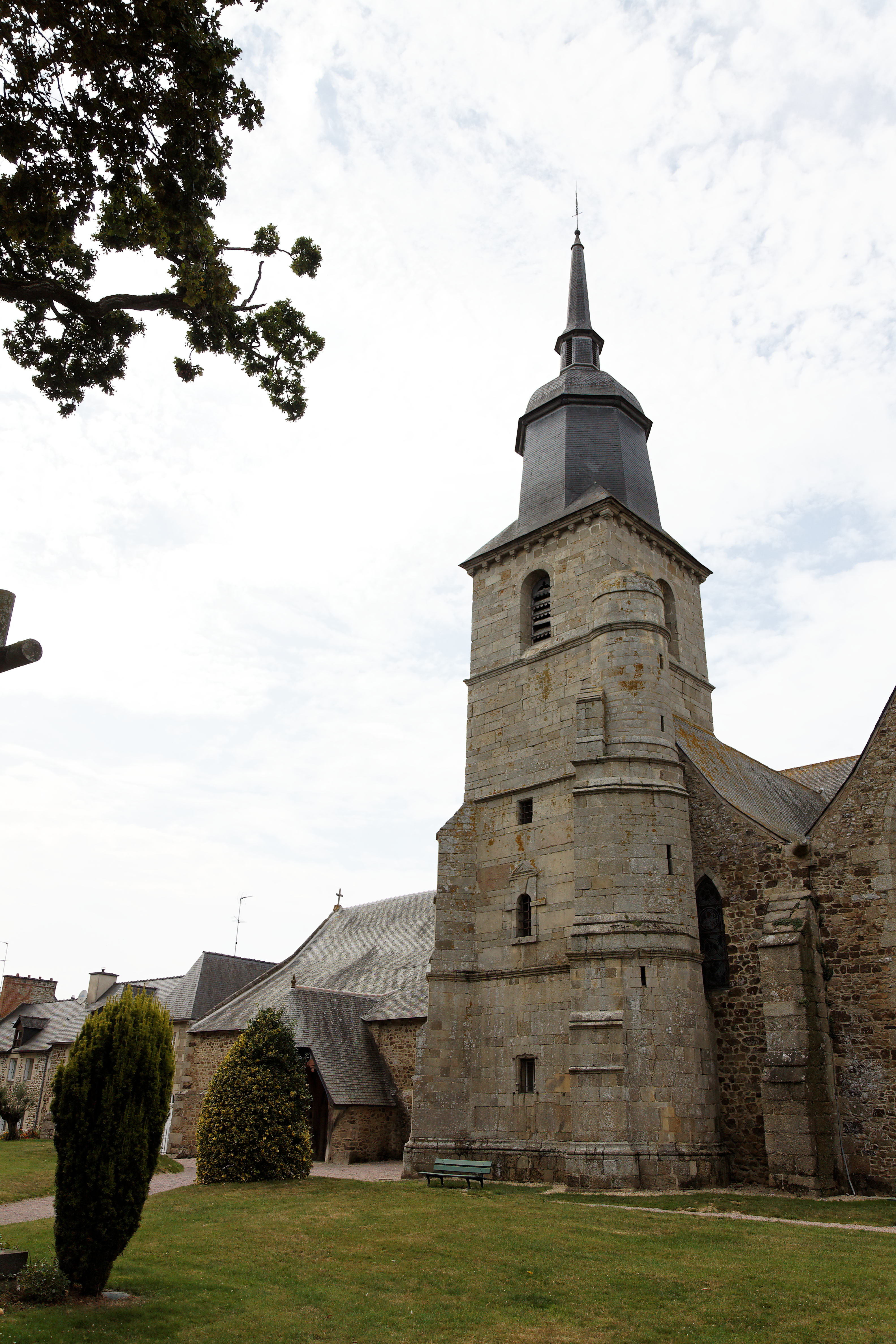
Tour-clocher.
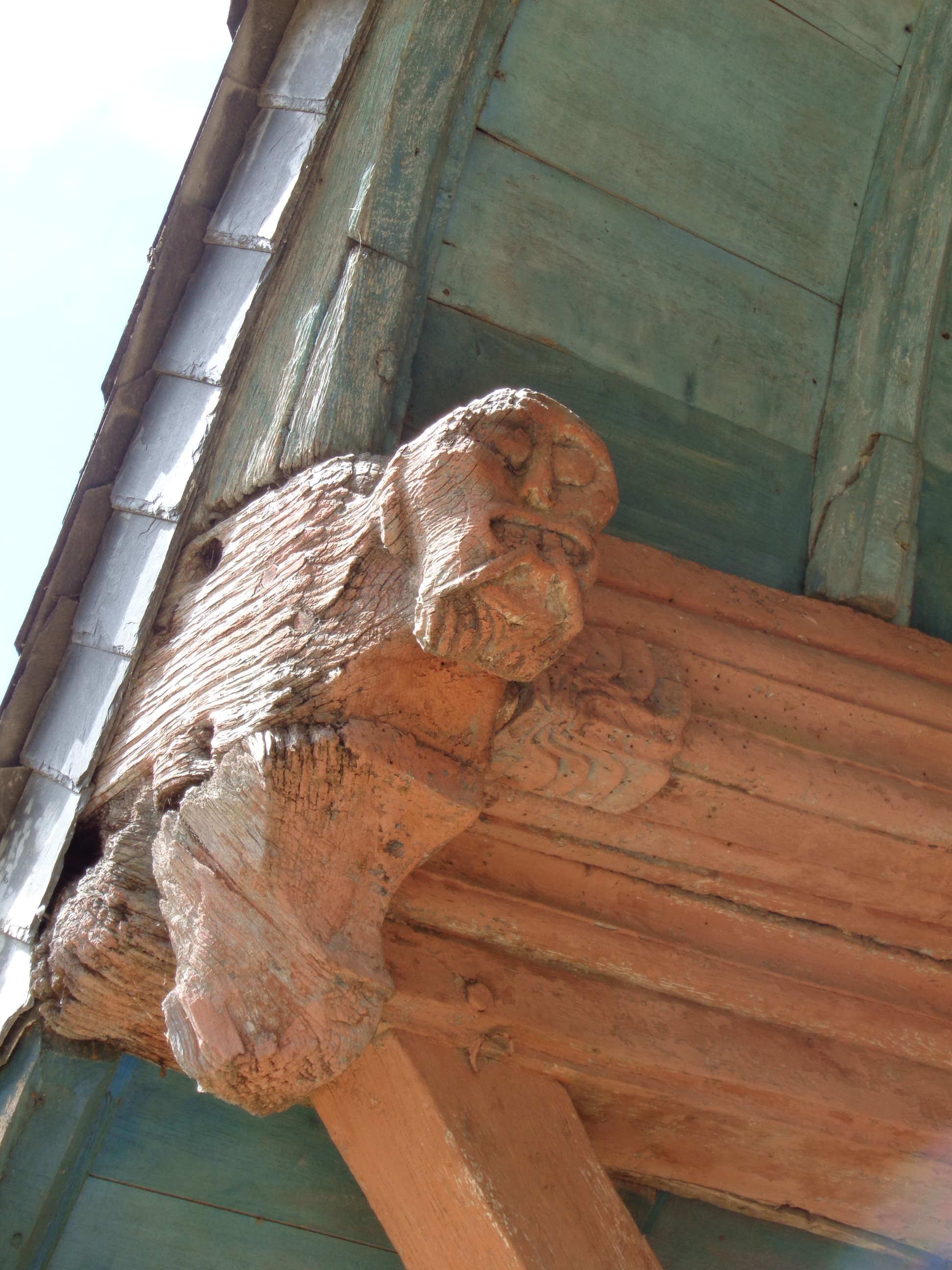
Détail d'une poutre du porche.

## Peintures murales
Une arcade, un pilier et le mur du clocher roman comporte des peintures murales de facture médiévale: 
- moine et calice sur un pilier roman à proximité du chœur ;
- Christ entouré de rinceaux au dos d'une arcade romane ;
- Sainte-Radegonde sur le mur de l'ancien clocher de l'église romane (Sainte-Radegonde : fondatrice de l'abbaye de Sainte-Croix de Poitiers, elle tient une miniature de l'abbaye dans sa main droite).

Peintures murales
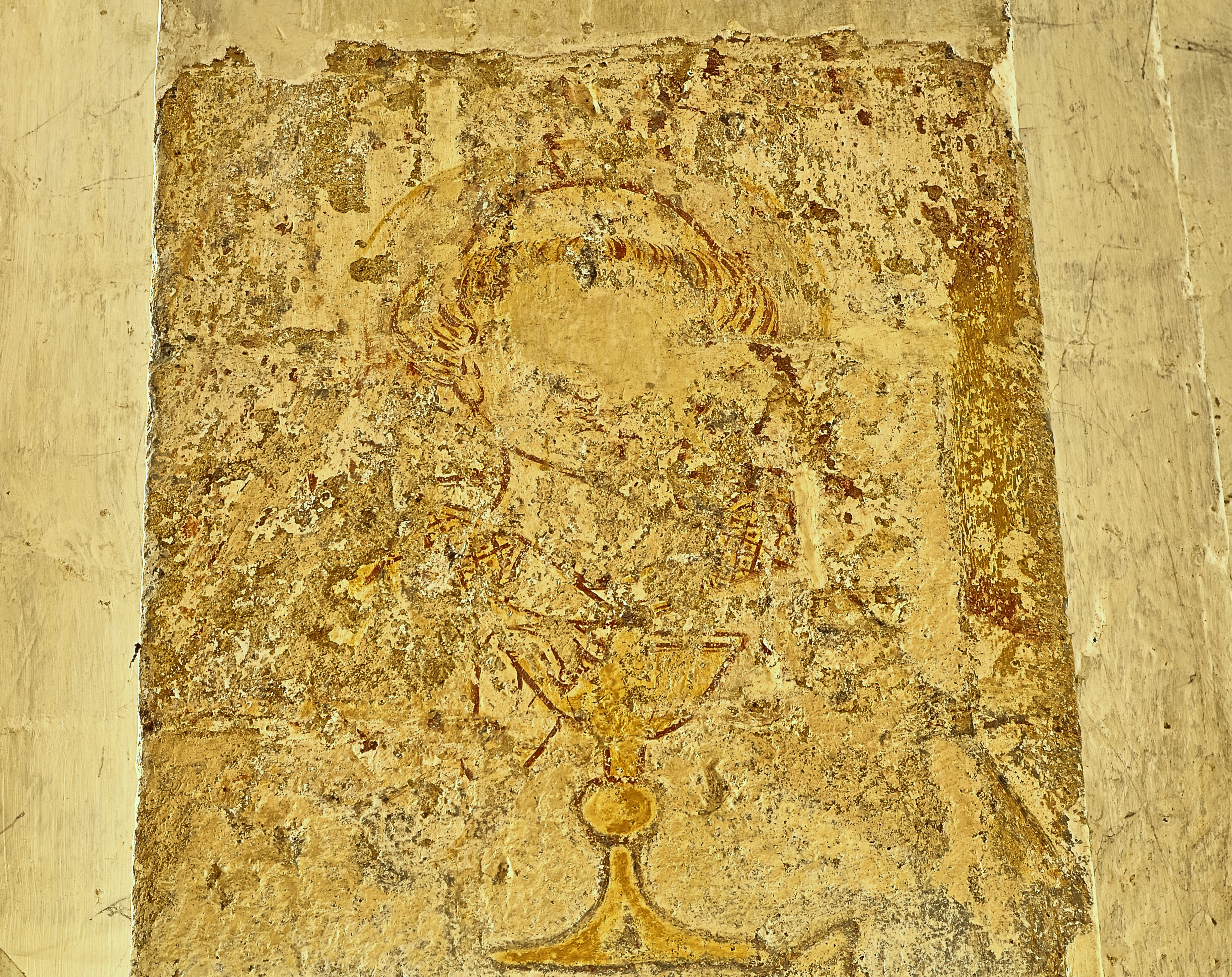
Moine et calice.
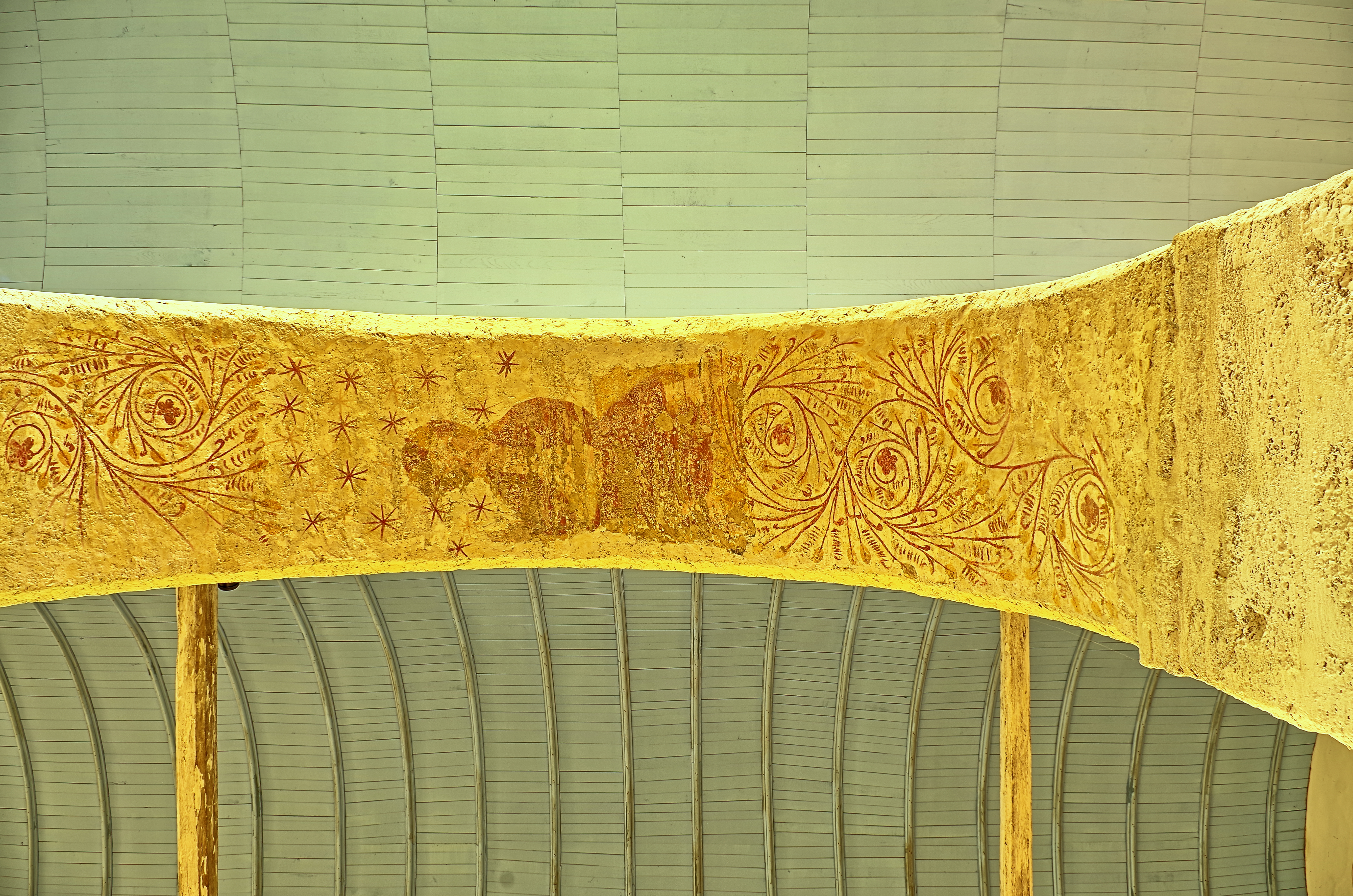
Christ entouré de rinceaux.
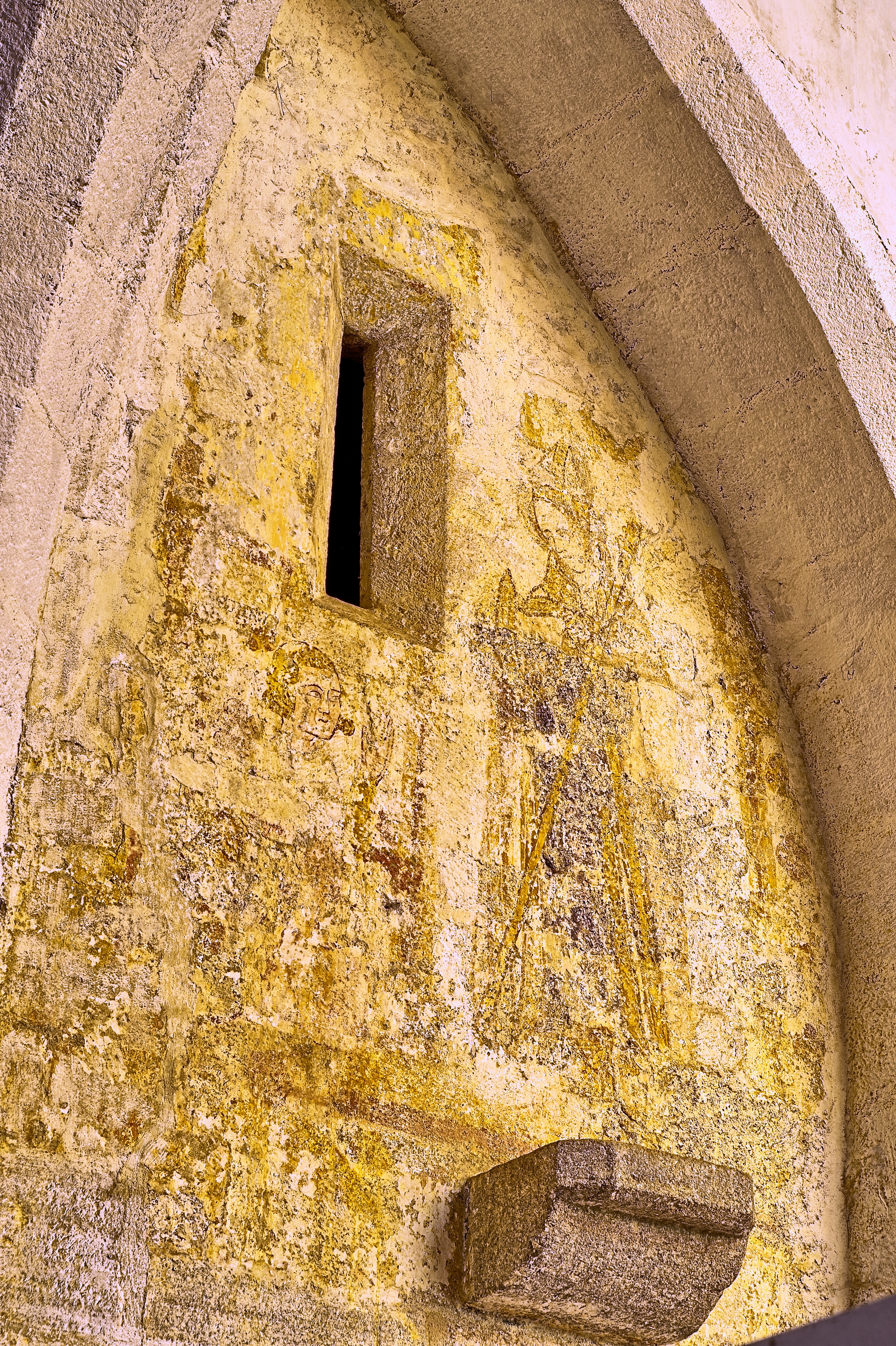
Sainte Radegonde.

## Mobilier
L'église possède un certain nombre d'objets classés ou inscrits au titre des Monuments historiques :
- retable de la chapelle sud et son tableau[13] : Adoration des mages (1750), le retable date du XVIIIe (œuvre de René L'Hotellier, sculpteur peintre et doreur à Guingamp, en 1725[14]) ;
- tableau : Le martyre de Saint-Génefort[15], huile sur toile de Dominique Lefebvre-Desforges (1737-1769), exécutée en 1766 durant son séjour à l'Académie de France à Rome [16];
- tableau : adoration du sacré-cœur[17], huile sur toile de Dominique Lefebvre-Desforges (1737-1769), exécutée également en 1766 durant son séjour à l'Académie de France à Rome (non observé dans l'église en 2017)[16] ;
- sculpture : la Charité de saint Martin[18], bas-relief en marbre du XVIIIe siècle ;
- sculpture : Vierge à l'enfant[19], statuette en terre cuite du XVIIIe siècle ;
- statue : Saint-Genefort[20] (XVIIe siècle) (les habitants de la région se rendait en pèlerinage à Saint-Martin de Lambale pour implorer ce saint qui était réputé guérir les enfants malades[21]);
- Fonts baptismaux du XIIIe siècle
- aigle-lutrin du XIXe siècle[22].

Le balustre séparant la nef du chœur, réalisé par Jean Richard (maître menuisier et sculpteur à Lamballe), date de la fin du XVIIe siècle ou du début du XVIIIe siècle.
Le retable du maître-autel daterait du XVIIe siècle mais n'est ni inscrit ni classé au titre de monuments historiques (œuvre de Marc du Rufflay et de Jean Hervé en 1667 et 1668).

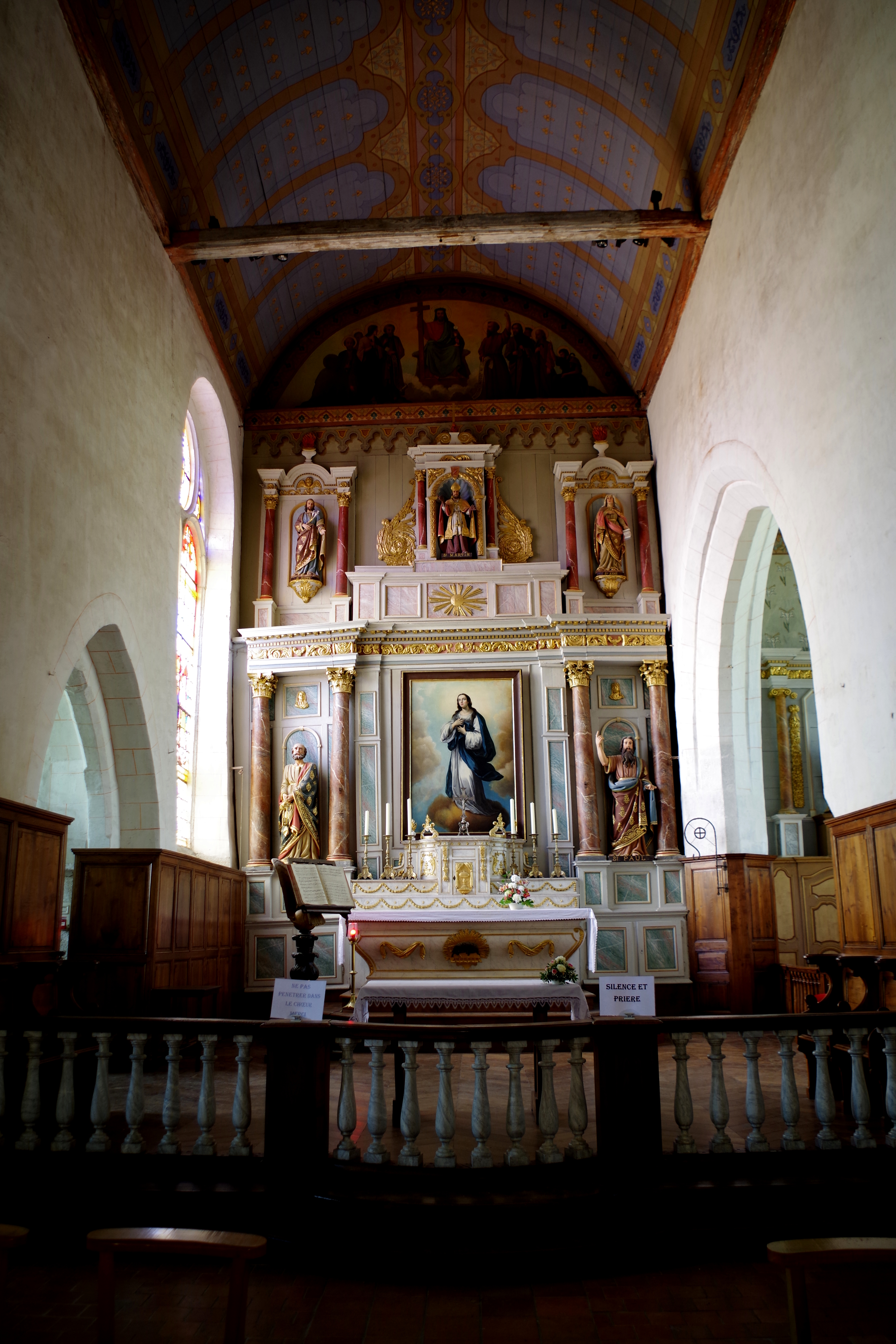
Retable du maître-autel.
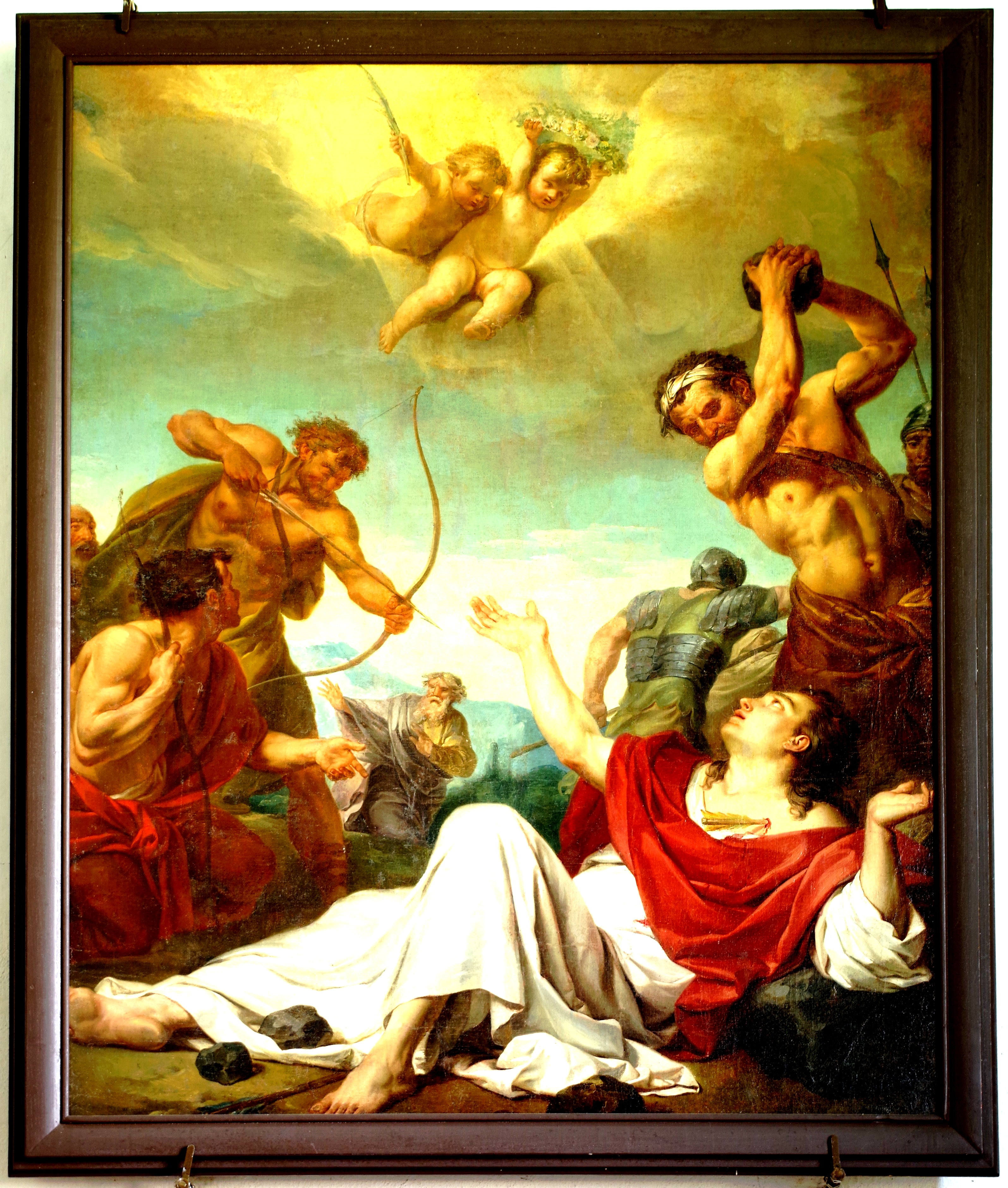
Martyre de Saint-Génefort.
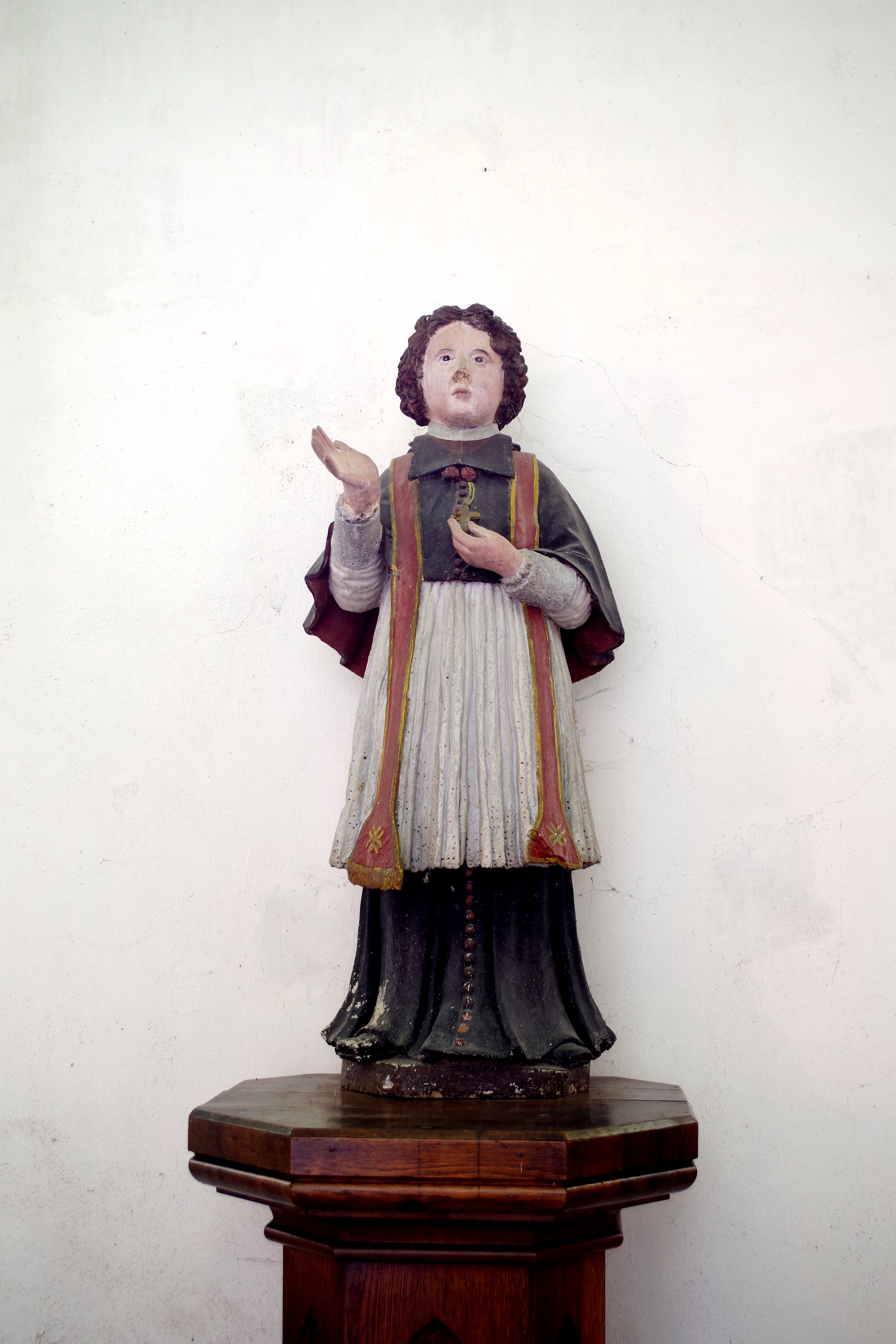
Saint Génefort.
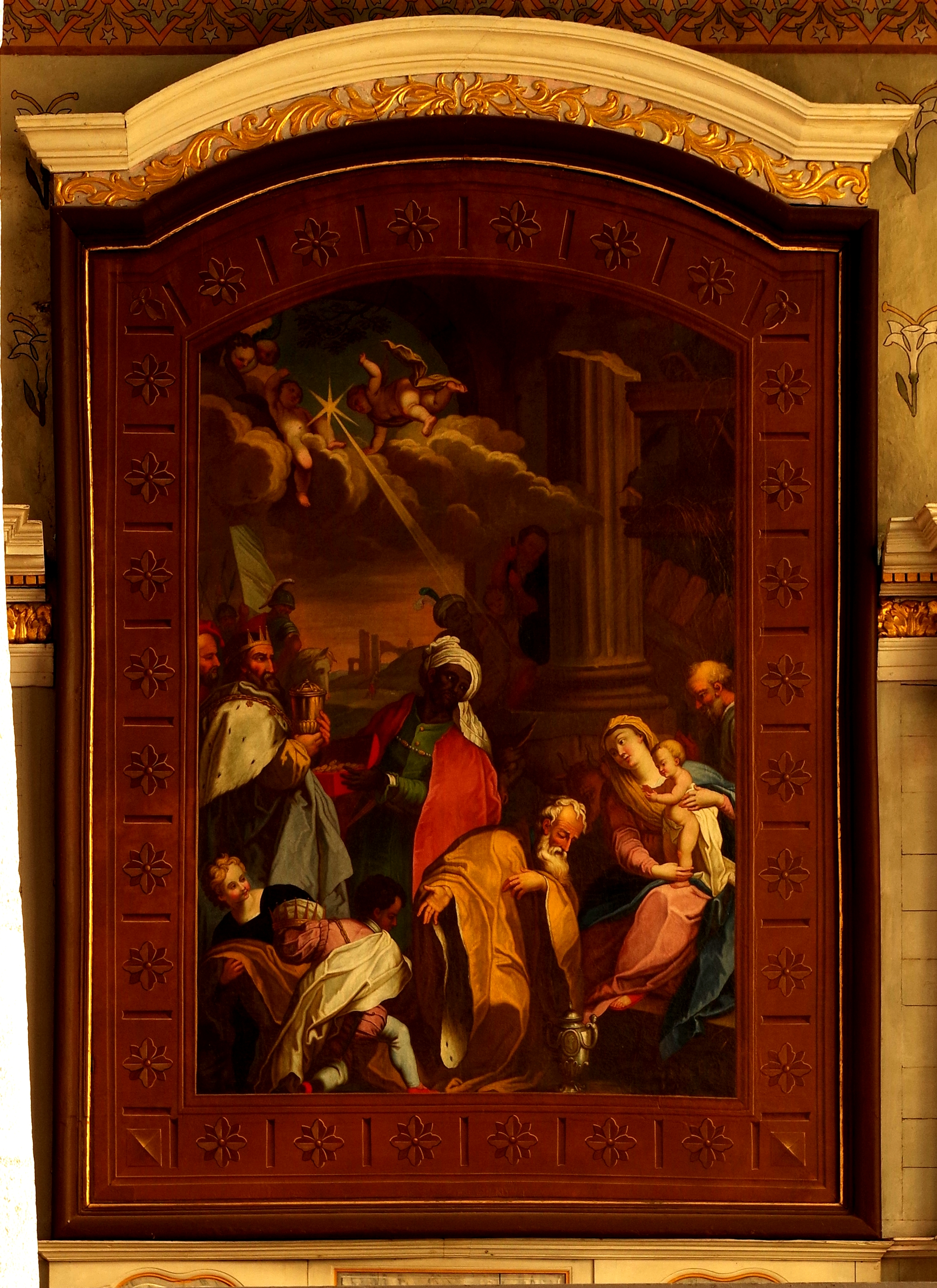
Adoration des mages.
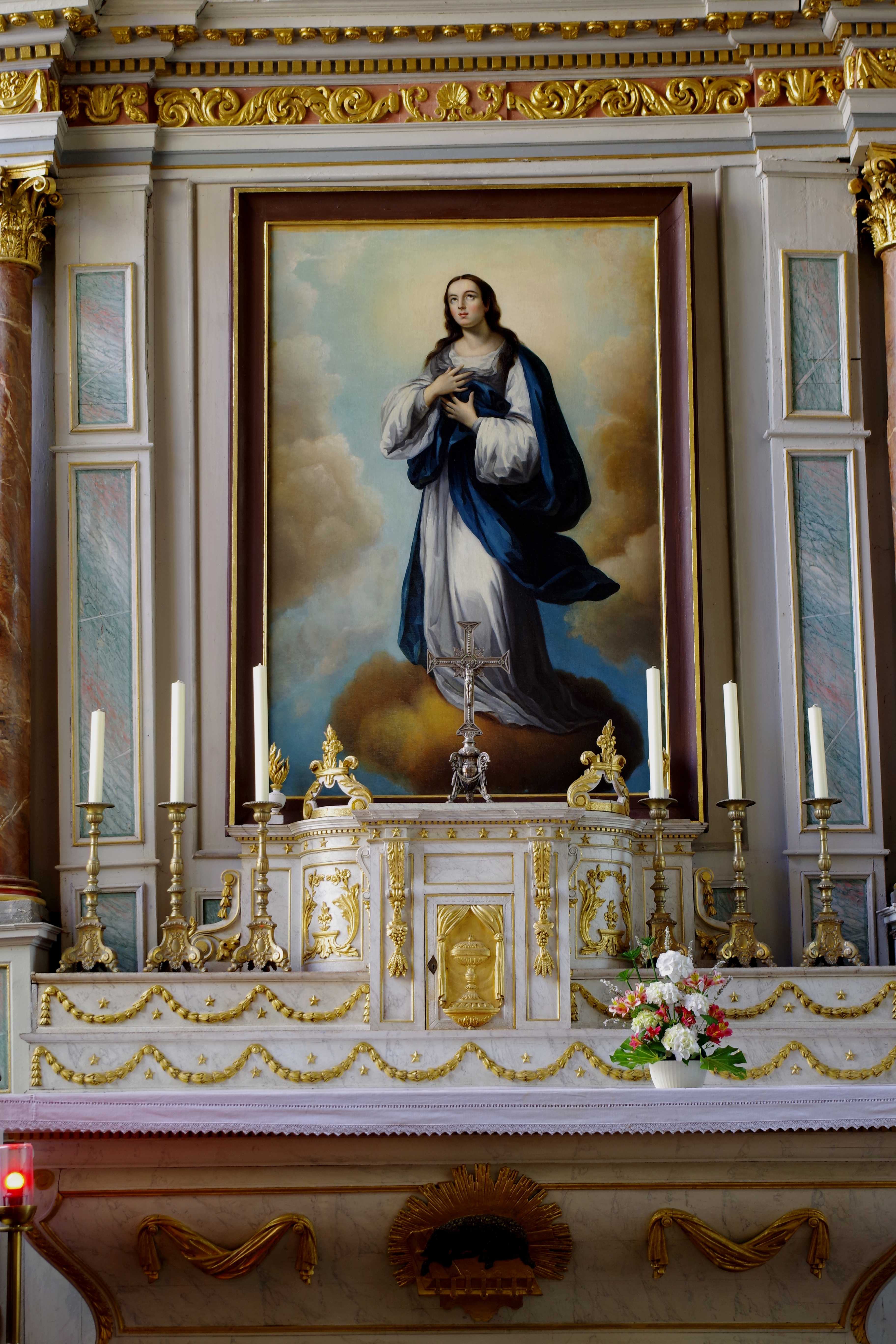
Assomption.

## Vitraux
Deux grandes verrières ornent le chœur et la chapelle sud :
- au nord, remise de la charte de fondation du prieuré par le comte Geoffroy Bothorel aux moines de Marmoutiers (à gauche), Saint Martin (à droite). Vitrail signé Laigneau 1892[24] ;
- au sud, Saint-Alexandre, Sacré-coeur de Jésus, Sainte-Anne, Saint-Génefort. Vitrail daté de 1891.

Le bas côté sud est orné d'un vitrail représentant Saint-Alexis et d'un vitrail représentant Jeanne d'Arc en bergère priant Saint-Michel dont elle entend la voix.
Le bas côté nord est éclairé par une vitrail du Sacré-Coeur apparaissant à Sainte Marguerite Alacoque.
Le fond de l'église comporte un vitrail du baptême du Christ et un vitrail plus récent de Saint-Martin. Réalisation de Hubert de Sainte-Marie (1923-1991) de Quintin.

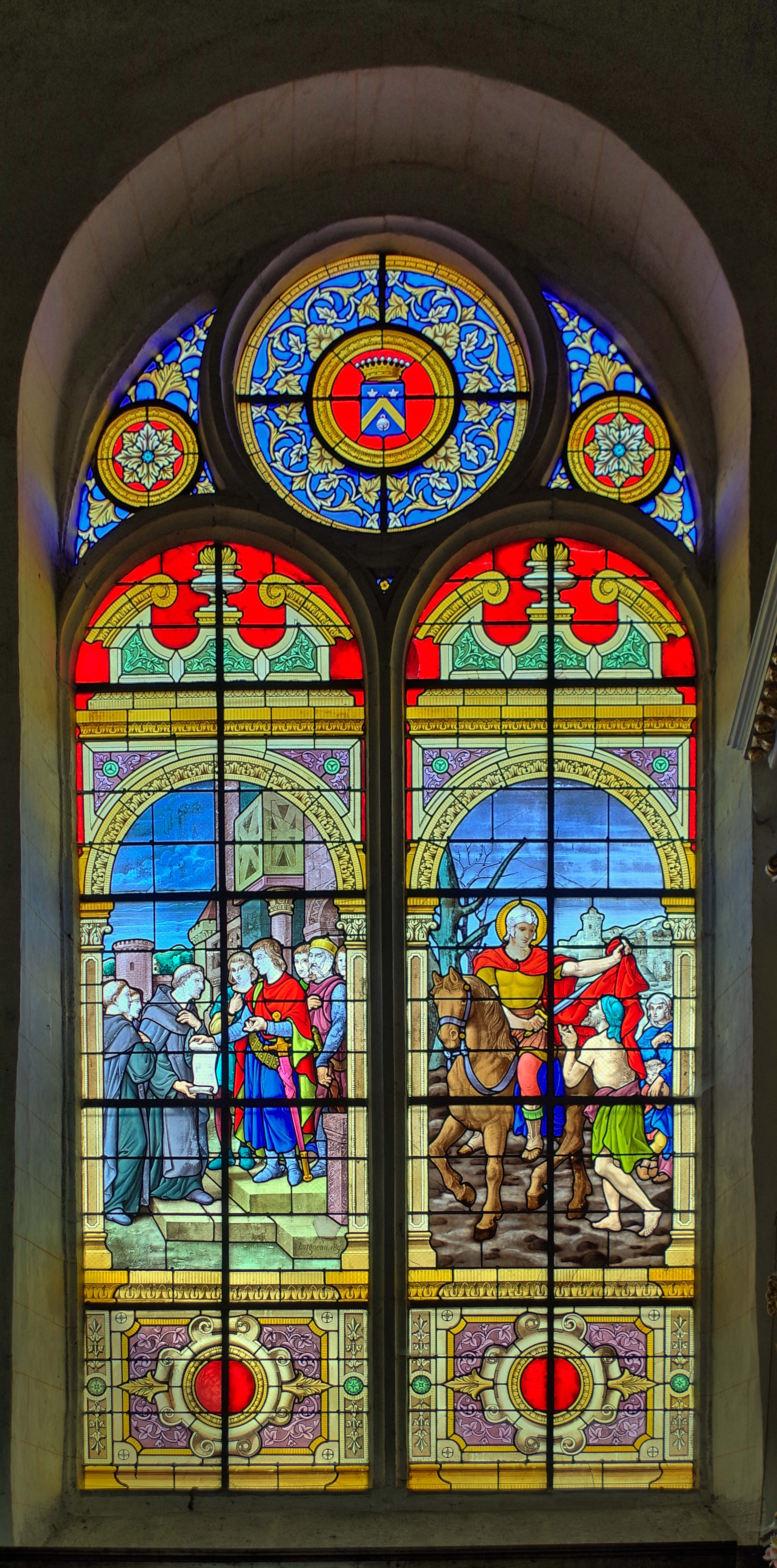
Remise de la charte de fondation prieuré (à gauche),  Saint-Martin (à droite).
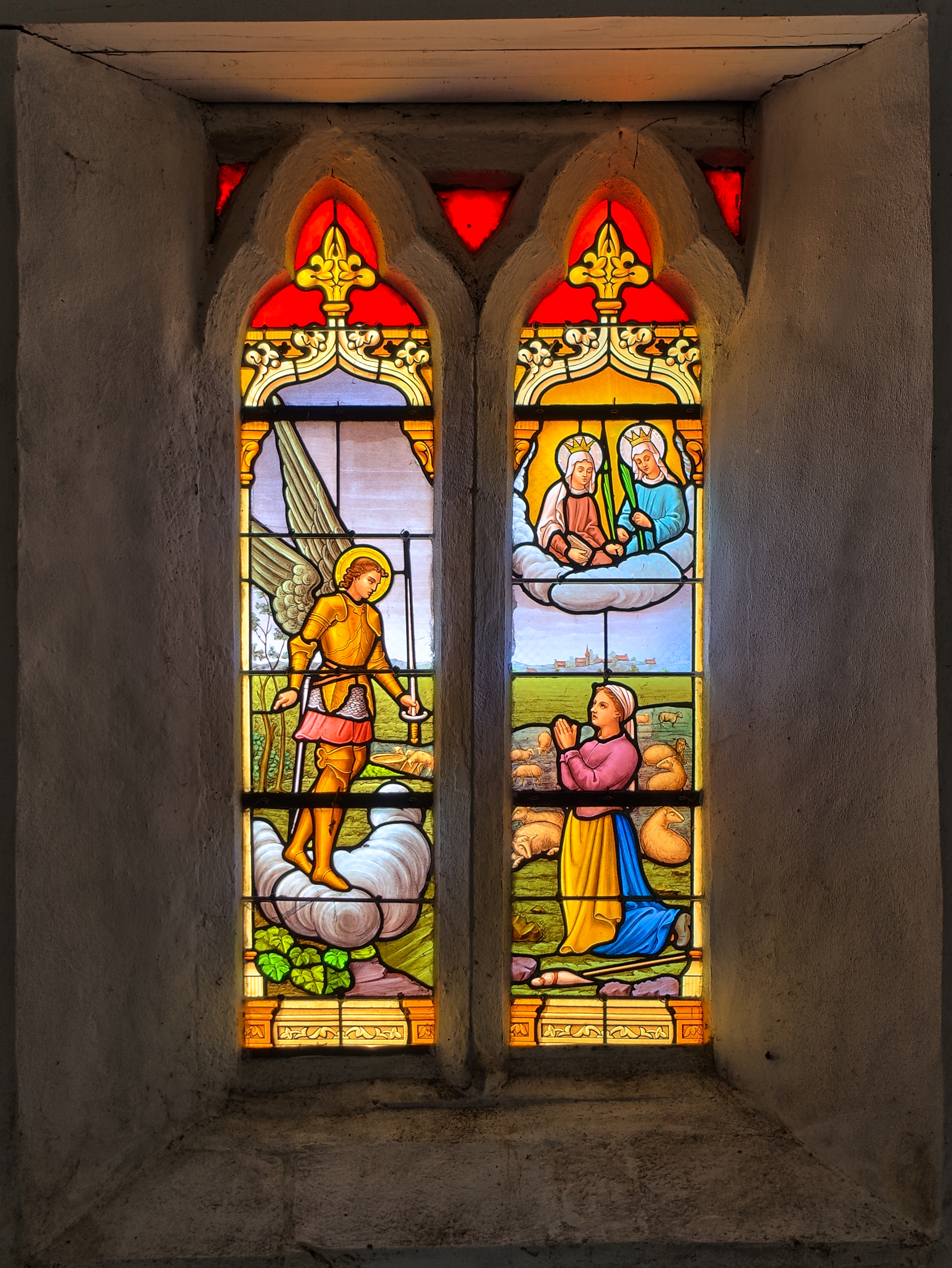
Jeanne d'Arc priant Saint-Michel.
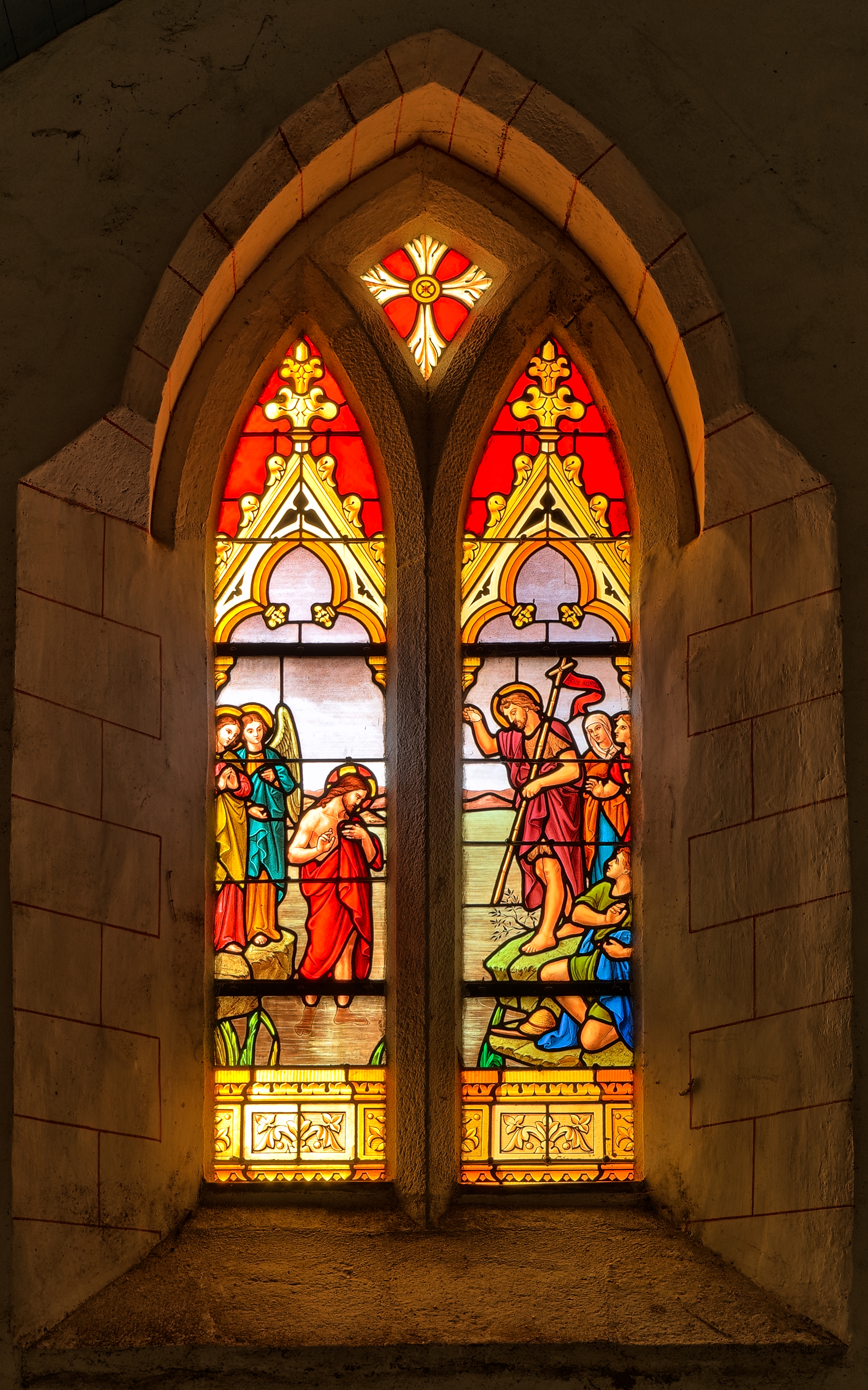
Baptême du Christ.
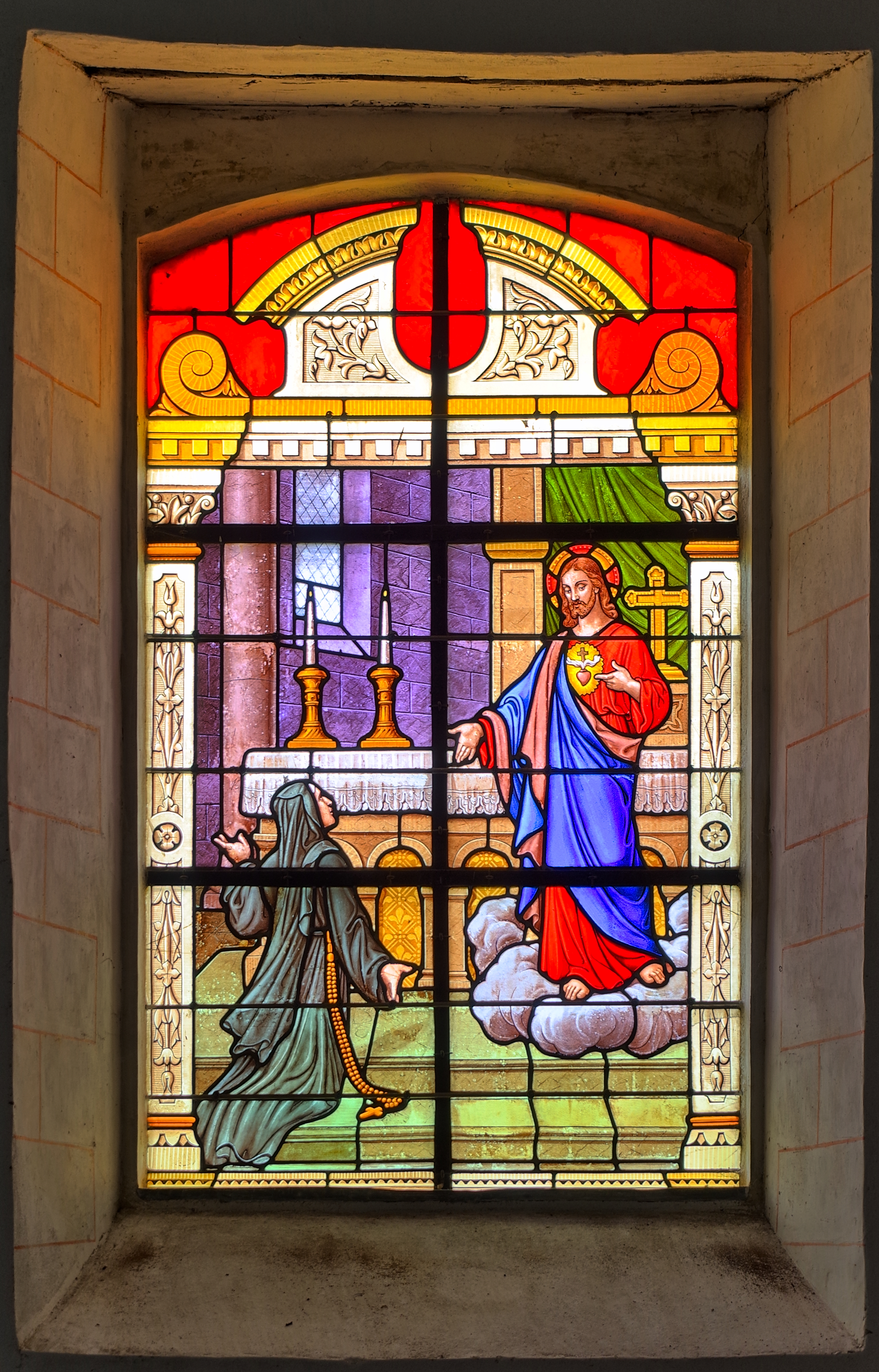
Sacré-cœur de Jésus.